# Altay Bayındır
Altay Bayındır (abchaski Алҭаи Биуленҭ-иҧа Агрба, ur. 14 kwietnia 1998 w Osmangazi) – turecki piłkarz abchasko-czerkieskiego pochodzenia, występujący na pozycji bramkarza w Manchesterze United oraz w reprezentacji Turcji. Uczestnik Mistrzostw Europy 2021 i 2024.

## Kariera klubowa
W swojej seniorskiej karierze grał w takich klubach jak MKE Ankaragücü i Fenerbahçe SK.
1 września 2023 roku podpisał czteroletni kontrakt z opcją przedłużenia o kolejny rok z Manchesterem United. W nowym klubie zadebiutował 28 stycznia 2024 roku w wygranym 2:4 meczu przeciwko Newport County, rozgrywając całe spotkanie.

## Statystyki

### Klubowe
(aktualne na 17 sierpnia 2025)
| Klub               | Sezon              | Liga               | Liga | Liga | Puchar kraju | Puchar kraju | Puchar ligi | Puchar ligi | Europa | Europa | Inne | Inne | Suma | Suma |
| Klub               | Sezon              | Liga               | M    | B    | M            | B            | M           | B           | M      | B      | M    | B    | M    | B    |
| ------------------ | ------------------ | ------------------ | ---- | ---- | ------------ | ------------ | ----------- | ----------- | ------ | ------ | ---- | ---- | ---- | ---- |
| MKE Ankaragücü     | 2015/16            | TFF Second League  | 2    | 0    | 0            | 0            | –           | –           | –      | –      | –    | –    | 2    | 0    |
| MKE Ankaragücü     | 2016/17            | TFF Second League  | 1    | 0    | 0            | 0            | –           | –           | –      | –      | –    | –    | 1    | 0    |
| MKE Ankaragücü     | 2017/18            | TFF 1. Lig         | 8    | 0    | 1            | 0            | –           | –           | –      | –      | –    | –    | 9    | 0    |
| MKE Ankaragücü     | 2018/19            | Süper Lig          | 17   | 0    | 2            | 0            | –           | –           | –      | –      | –    | –    | 19   | 0    |
| Fenerbahçe SK      | 2019/20            | Süper Lig          | 32   | 0    | 3            | 0            | –           | –           | –      | –      | –    | –    | 35   | 0    |
| Fenerbahçe SK      | 2020/21            | Süper Lig          | 33   | 0    | 2            | 0            | –           | –           | –      | –      | –    | –    | 35   | 0    |
| Fenerbahçe SK      | 2021/22            | Süper Lig          | 24   | 0    | 0            | 0            | –           | –           | 7      | 0      | –    | –    | 31   | 0    |
| Fenerbahçe SK      | 2022/23            | Süper Lig          | 26   | 0    | 1            | 0            | –           | –           | 13     | 0      | –    | –    | 40   | 0    |
| Fenerbahçe SK      | 2023/24            | Süper Lig          | 1    | 0    | 0            | 0            | –           | –           | 3      | 0      | 0    | 0    | 4    | 0    |
| Manchester United  | 2023/24            | Premier League     | 0    | 0    | 1            | 0            | 0           | 0           | 0      | 0      | –    | –    | 1    | 0    |
| Manchester United  | 2024/25            | Premier League     | 4    | 0    | 1            | 0            | 3           | 0           | 2      | 0      | 0    | 0    | 10   | 0    |
| Manchester United  | 2025/26            | Premier League     | 1    | 0    | 0            | 0            | 0           | 0           | –      | –      | –    | –    | 1    | 0    |
| Ogólnie w karierze | Ogólnie w karierze | Ogólnie w karierze | 149  | 0    | 11           | 0            | 3           | 0           | 25     | 0      | 0    | 0    | 188  | 0    |

## Sukcesy
MKE Ankaragücü
- TFF Second League: 2016/2017

Fenerbahçe SK
- Puchar Turcji: 2022/2023

Manchester United
- Puchar Anglii: 2023/2024